# جون هاتون
جون ماثيو باتريك هاتون (بالإنجليزية: John Hutton, Baron Hutton of Furness)‏ (6 مايو 1955، لندن) هو سياسي في المملكة المتحدة. عضو في حزب العمال ويشغل منصب عضو برلمان عن بارو وفرنيس وهو يشغل منصب وزير الدفاع الحالي منذ 3 أكتوبر 2008. كما كلّف سابقاً بمنصب وزير الأعمال وإعادة التنظيم.

## وصلات خارجية
- جون هاتون على موقع مونزينجر (الألمانية)
- جون هاتون على موقع إن إن دي بي (الإنجليزية)

- الموقع الرسمي لجون هاتون
- السيرة الرسمية لجون هاتون على موقع رئاسة الوزراء البريطانية
- وزير الدفاع البريطاني جون هاتون في العراق على يوتيوب